# Neuropathologie
La neuropathologie est le domaine de la pathologie qui étudie les altérations morphologiques macroscopiques et microscopiques tissulaires et cellulaires observées dans les maladies du système nerveux central et périphérique. Les maladies musculaires sont traditionnellement rattachées au domaine de la neuropathologie (myopathologie).
Contrairement aux disciplines cliniques apparentées que sont la neurologie, la neurochirurgie et la psychiatrie, la neuropathologie est une spécialité théorique : elle sert de base aux trois autres pour la prévention, le diagnostic et le traitement des affections rencontrées dans ces spécialités. En effet, l'observation et la description précise des altérations morphologiques observées dans les maladies du système nerveux et des muscles sont la condition préalable nécessaire à leur compréhension.

## Histoire de la neuropathologie

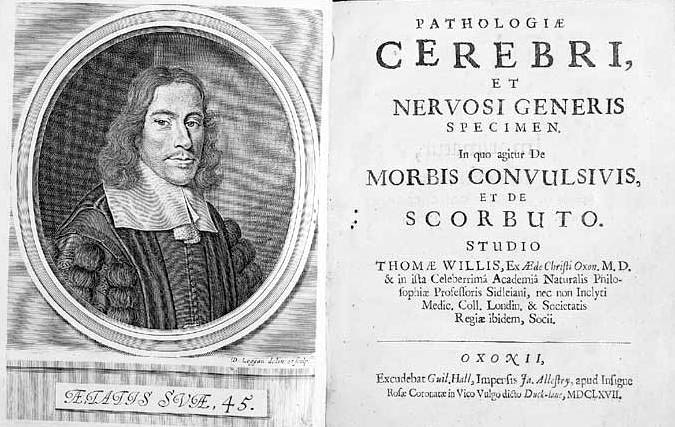
Frontispice et page de titre de la première édition de Pathologiae cerebri et nervosi generis specimen, de Thomas Willis (1667).

Les débuts de la neuropathologie datent du XVIIe siècle, lorsque le médecin anglais Thomas Willis publie, en 1667, son Pathologiae Cerebri et Nervosi Generis Specimen (« Spécimens de pathologie du cerveau et des tissus nerveux »). Cet ouvrage contient notamment des idées nouvelles sur les causes de l'épilepsie et des convulsions et a permis à la psychiatrie de commencer à se développer.
L'histoire de la neuropathologie se déroule ensuite essentiellement dans les pays germaniques, surtout en Allemagne où elle est étroitement liée à celle de la psychiatrie et de la neurochirurgie qui prend son essor dans la seconde moitié du XIXe siècle. À cette époque, le « Cercle de Breslau » rassemble des chercheurs intéressés par la morphologie, venus de Vienne et de Paris. Ces premiers neuropathologistes décident par la suite de s'unir au « cercle de Leipzig » pour fonder, à Francfort, une école indépendante autour du pathologiste Carl Weigert et du spécialiste de la neuroanatomie comparée, son ami et protecteur Ludwig Edinger.
La neuropathologie a occupé à ses débuts un champ de connaissances restreint que peu de médecins ont investi, si bien que l'histoire de cette discipline est dominée par quelques brillantes personnalités : celles des psychiatres Aloïs Alzheimer, Bernhard von Gudden, Emil Kraepelin, Franz Nissl, Walther Spielmeyer et celles de neurochirurgiens comme Harvey Cushing. Neurologue de formation, Sigmund Freud avait reçu des bases solides en neuropathologie avant de connaître la célébrité comme fondateur de la psychanalyse. On voit ainsi que l'interaction avec la psychiatrie et la neurochirurgie fut particulièrement féconde.
Durant la période nazie, des chercheurs réputés et leurs élèves furent déportés ou contraints à la fuite. Des neuropathologistes allemands comme Hans Scherer se firent les complices des programmes d'euthanasie et d'autres crimes médicaux en acceptant d'examiner du matériel de provenance douteuse. On peut citer l'exemple des « 3 Frères K », en réalité deux frères et un cousin, qui furent victimes de la recherche nazie et dont on utilisa les cerveaux pour décrire la maladie de Pelizaeus-Merzbacher, une maladie génétique rare responsable d'un trouble de la formation de la myéline.
Après la guerre de nouvelles institutions scientifiques sont créées, parmi lesquelles la Münchner Forschungsanstalt für Psychiatrie (Institut munichois de recherche psychiatrique). En 1948, la Deutsche Gesellschaft für Neurologie und Psychiatrie (Société allemande de neurologie et de psychiatrie) nouvellement fondée décide d'inscrire la neuroanatomie et la neuropathologie dans sa section de neurologie, ce qui éloigne la neuropathologie de la psychiatrie et la rapproche de la neurologie. Peu après, en 1950, l'autonomie de la neuropathologie se précise avec la fondation de la Deutsche Gesellschaft für Neuropathologie (Société allemande de neuropathologie) qui deviendra en 1975 la Deutsche Gesellschaft für Neuropathologie und Neuroanatomie (Société allemande de neuropathologie et de neuroanatomie). La première Chaire de neuropathologie est créée à Bonn en 1952.
Ces particularités historiques expliquent que la neuropathologie soit, depuis 1987, une spécialité indépendante en Allemagne, alors que dans la plupart des autres pays il s'agit d'une branche spécialisée de l'anatomie pathologique. En France, la neuropathologie fait l'objet d'un diplôme d'études spécialisées complémentaire (DESC) du groupe I.

## Méthodes

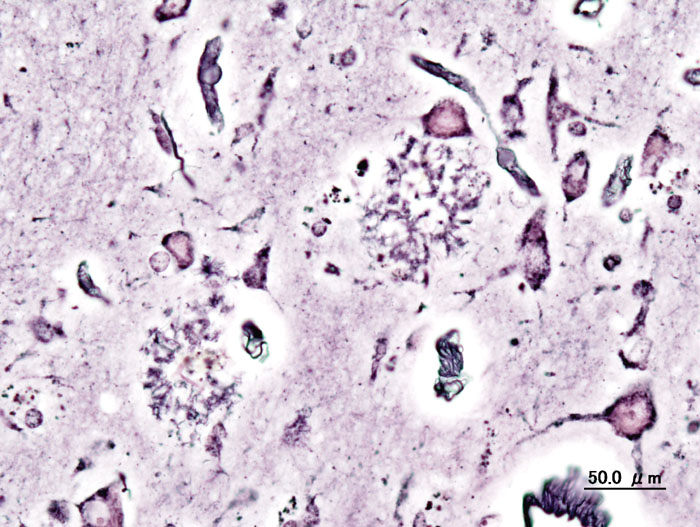
Biopsie cérébrale d'un patient atteint de maladie d'Alzheimer.

La pratique de la neuropathologie moderne repose essentiellement sur l'examen au microscope de spécimens de tissus nerveux prélevés chirurgicalement chez un patient : il peut s'agir de biopsies cérébrales ou de lésions médullaires détectées par les techniques d'imagerie médicale. Il peut aussi s'agir de biopsies de nerfs périphériques ou de biopsies musculaires. Plus rarement qu'au XIXe siècle, la neuropathologie peut encore avoir recours à l'autopsie pour établir un diagnostic post-mortem.
Les échantillons prélevés sont fixés et inclus dans des blocs de paraffine, puis coupés en fines lamelles au microtome.On utilise largement en première intention les colorations simples comme celles à l'hématoxyline-éosine (HE). Lorsqu'un diagnostic rapide est nécessaire, par exemple au cours d'une intervention chirurgicale sur une tumeur (diagnostic extemporané), les fragments prélevés par le neurochirurgien sont congelés et découpés à l'aide d'un cryotome. On a largement recours aux techniques d'immunofluorescence directe qui utilisent des anticorps dirigés contre différents antigènes tumoraux.
La neuropathologie utilise traditionnellement l'imprégnation métallique pour visualiser les cellules nerveuses en microscopie optique. Les techniques d'imprégnation argentique selon Golgi ou del Río Hortega se sont avérées particulièrement précises.